# Ravine Sable
Ravine Sable es una localidad de Trinidad y Tobago, que forma parte de la región de Couva-Tabaquite-Talparo.

## Geografía
La localidad abarca parte de la isla Trinidad y limita al norte y oeste con Longdenville, al sur con Palmiste y Todd's Road y al este con Caparo.

## Demografía
Datos demográficos de la localidad de Ravine Sable:
| Gráfica de evolución demográfica de Ravine Sable entre 2000 y 2011 |
|                                                                    |